# Championnats panaméricains
Les championnats panaméricains sont des compétitions sportives, qui déterminent le sportif ou la meilleure équipe sportive  du continent américain dans sa catégorie. Ils ont lieu à des intervalles différents en fonction des sports. 

## Compétitions
- Championnats panaméricains de badminton
- Championnat des Amériques de basket-ball
- Championnats panaméricains de BMX
- Championnats panaméricains de boxe amateur
- Championnats panaméricains de cyclisme sur route
- Championnats panaméricains de cyclisme sur piste
- Championnats panaméricains d'escrime
- Championnats panaméricains de gymnastique
- Championnats panaméricains d'haltérophilie
- Championnat panaméricain masculin de handball
- Championnat panaméricain féminin de handball
- Championnats panaméricains de judo
- Championnats panaméricains de lutte
- Championnats panaméricains de taekwondo
- Championnats panaméricains de tennis de table
- Championnats panaméricains de tir à l'arc
- Championnats panaméricains de triathlon
- Championnats panaméricains de VTT